# Leo Woodall
Leo Vincent Woodall, född 14 september 1996 i Hammersmith, London, är en brittisk skådespelare.
Woodall har bland annat medverkat i TV-serierna The White Lotus och En dag där han spelar en av huvudrollerna som Dexter.

## Filmografi (i urval)
- 2022 – The White Lotus (TV-serie)
- 2024 – En dag (TV-serie)
- 2025 – Prime Target (TV-serie)
- 2025 – Bridget Jones: Mad About the Boy
- 2025 – Nuremberg
- 2025 – Tuner